# 多目的補給モジュール

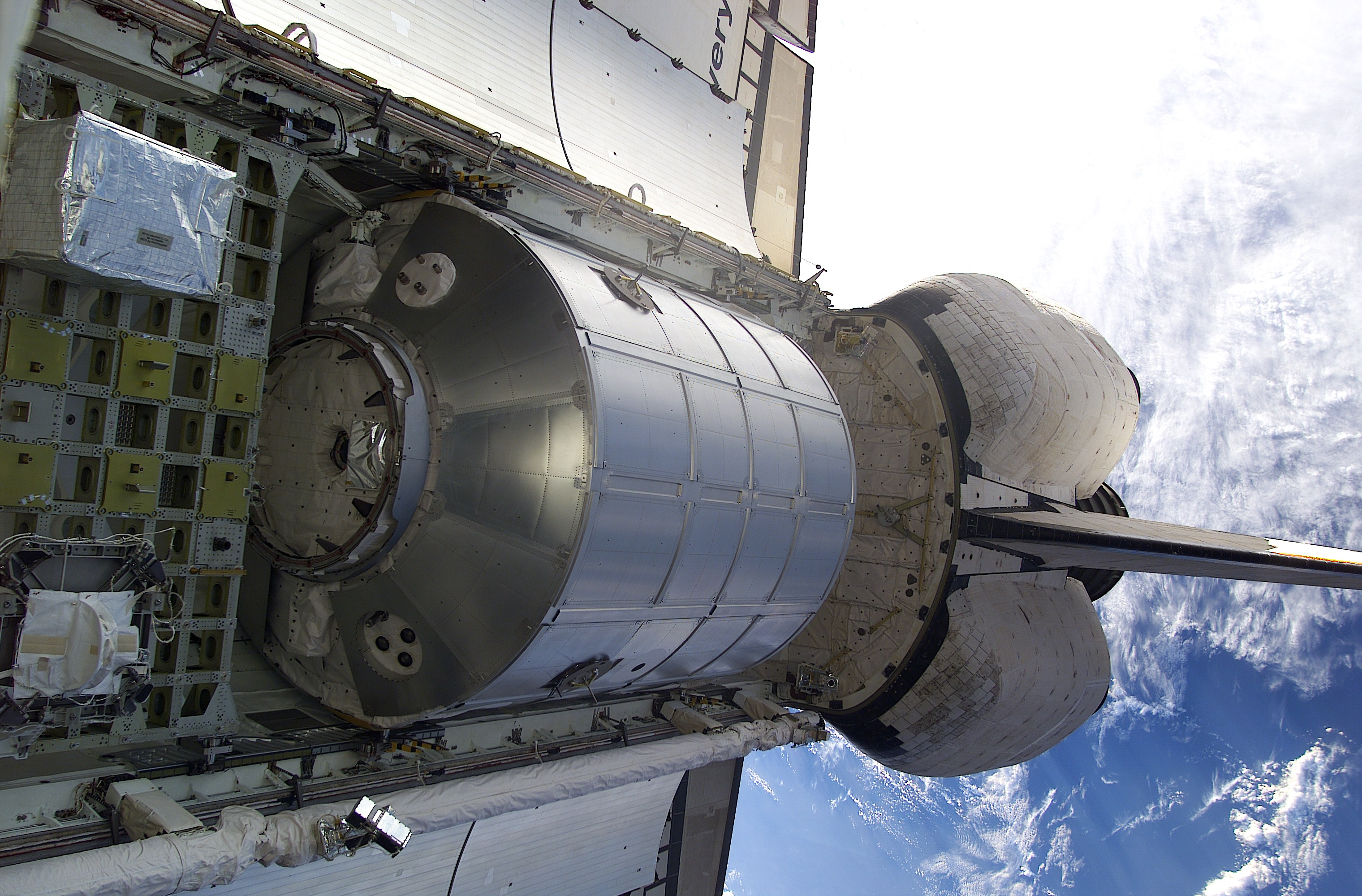
2001年3月10日 - ディスカバリーの貨物室に置かれているレオナルド多目的補給モジュールを ISS からデジタルカメラで撮影 (STS-102)

多目的補給モジュール（たもくてきほきゅうモジュール、Multi-Purpose Logistics Module : MPLM）とは、スペースシャトルのミッションで国際宇宙ステーション (ISS) との間で積荷を受け渡すための与圧コンテナである。スペースシャトルの貨物室で運ばれ、ロボットアームで ISS のユニティやハーモニーに接続し、そこで物資が下ろされ終了した実験機器や廃棄物が積み込まれる。その後 MPLM は 再びシャトルに積み込まれて地球に戻される。

## 概要

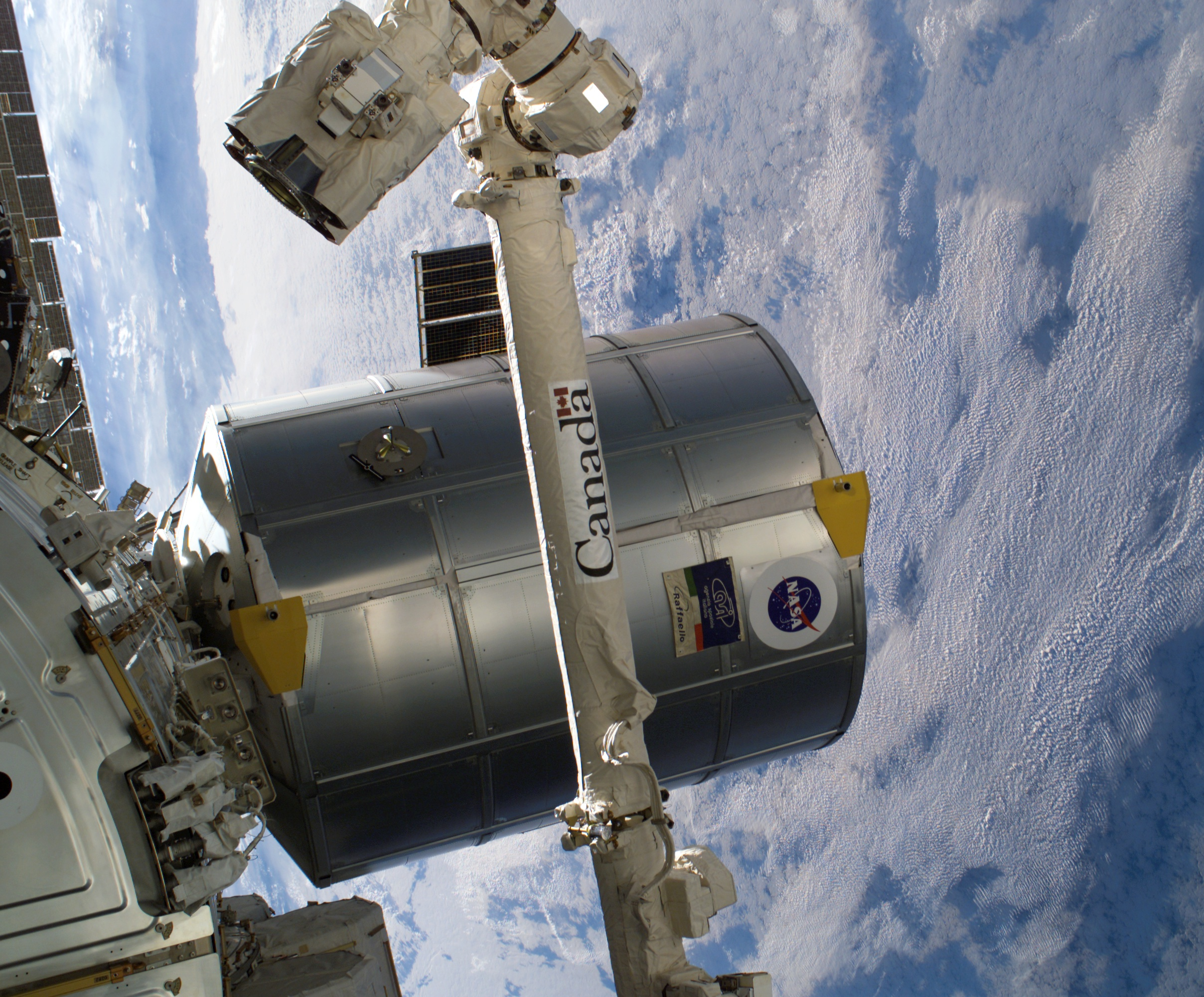
STS-114 で ISS にドッキングしたラファエロモジュール

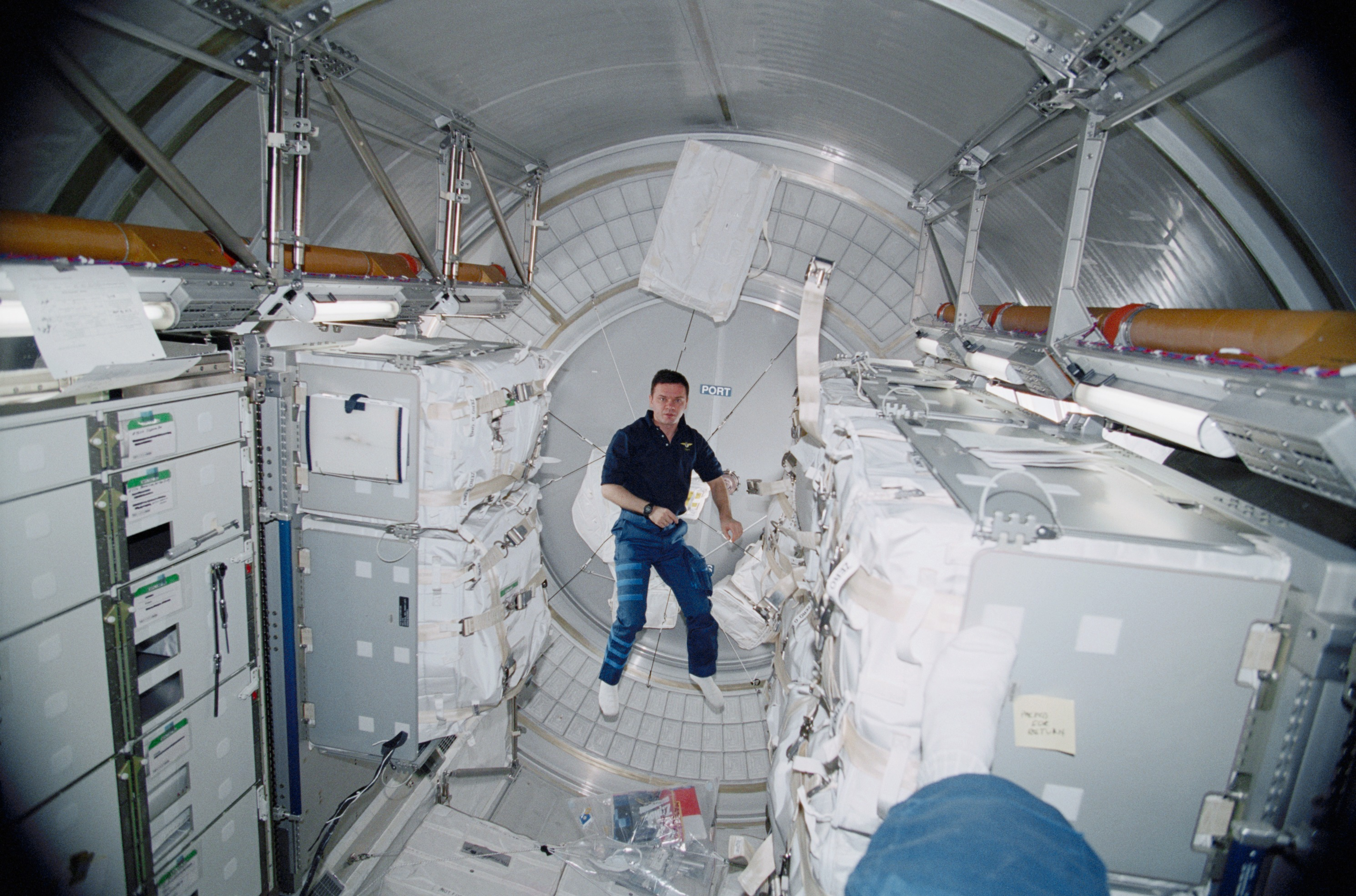
2001年3月21日 - レオナルドに積まれている保管ラックよりずっと小さく見えるユーリ・ギドゼンコ飛行士

MPLM は NASA との契約の下でイタリア宇宙機関 (ASI) から提供されている。3基の MPLM が NASA に引き渡されており、それぞれにイタリアの歴史的な偉人「レオナルド」、「ラファエロ」、「ドナテロ」の名前が付けられている。MPLM を建造したのは ASI だが、所有権は NASA にある。MPLM の建造と引き換えに、ASI は ISS での米国の研究時間を利用する権利を手に入れた。
元々 MPLM は、宇宙ステーション「フリーダム計画」のために設計された。当初はボーイングが建造することになっていたが、1992年にイタリアが4500kgの積荷を運搬できる「小型与圧補給モジュール（Mini-Pressurized Logistics Module）」の建造を発表した。1993年に設計が変更され、長さが2倍になり、「多目的補給モジュール」に改名された。MPLM は空の状態で、おおよその長さが6.4m、直径4.6m、重さが4.5トンで、10トン以内の積荷を ISS に運搬可能である。
ドナテロには他の2基には無い機能が備えられており、ISS への搬入まで電力供給を続けなければならないペイロードでも運搬できる。しかしシャトル打ち上げ計画の見直しと費用の節約のため、ドナテロは一度も使われないまま引退した。
また、シャトルの引退に備えて、レオナルドにスペースデブリ対策のシールドをつけるなど改造し、恒久型多目的モジュール(Permanent Multipurpose Module : PMM）として設置することが決定した。PMM「レオナルド」は、2011年2月24日スペースシャトル・ディスカバリー（STS-133）にて打ち上げられ、ISSのユニティの地球側に取り付けられた。PMMは、主に物資の保管場所として使用される。

## 完了したミッション
| 打ち上げ日     | ミッション | シャトル       | MPLM                               |
| -------------- | ---------- | -------------- | ---------------------------------- |
| 2001年3月8日   | STS-102    | ディスカバリー | レオナルド                         |
| 2001年4月19日  | STS-100    | エンデバー     | ラファエロ                         |
| 2001年8月10日  | STS-105    | ディスカバリー | レオナルド                         |
| 2001年12月5日  | STS-108    | エンデバー     | ラファエロ                         |
| 2002年6月5日   | STS-111    | エンデバー     | レオナルド                         |
| 2005年7月26日  | STS-114    | ディスカバリー | ラファエロ                         |
| 2006年7月4日   | STS-121    | ディスカバリー | レオナルド                         |
| 2008年11月14日 | STS-126    | エンデバー     | レオナルド                         |
| 2009年8月28日  | STS-128    | ディスカバリー | レオナルド                         |
| 2010年4月5日   | STS-131    | ディスカバリー | レオナルド                         |
| 2011年2月24日  | STS-133    | ディスカバリー | レオナルド(PMMとしてISSに恒久結合) |
| 2011年7月8日   | STS-135    | アトランティス | ラファエロ                         |

## 諸元
- 全長 - 6.4 m
- 全幅 - 4.57 m
- 質量 - 4,082 kg （空積時） / 13,154 kg （積載時）